# King Kronk
King Kronk (originele titel Kronk's New Groove) is een Amerikaanse direct-naar-video-animatiefilm uit 2005. De film is een vervolg op Keizer Kuzco, en net als die film een productie van Walt Disney Pictures.

## Verhaal
Kronk, voorheen de helper van Yzma, is nu de kok en primaire bezorger van het restaurant Mudka's Meat Hut. Hij maakt zich zorgen om het naderende bezoek van zijn vader. Kronks vader is namelijk niet te spreken over zijn zoons interesse in koken, en zou liever zien dat hij trouwt en zich in een huis ergens op een heuvel vestigt.
In een flashback vertelt Kronk de kijker dat hij ooit dicht in de buurt kwam van het krijgen van dit alles. Hij verkocht toen als onderdeel van Yzma’s plan slangenolie als jeugdserum aan een groep bejaarden. Van het geld kon Kronk zich eindelijk een goed huis kopen. Hij kreeg echter spijt van het bedrog, en gaf iedereen zijn geld terug.
Kronk is ondertussen ook nog leider van de Junior Chipmunks. Hij heeft daar een oogje op zijn collega Miss Birdwell. Wanneer een van de Chipmunks wordt betrapt bij het uithalen van een list om de kampioenschappen van dat jaar te winnen, neemt Kronk hem in bescherming. Dit gaat ten koste van zijn relatie met Miss Birdwell.
Een aantal van Kronks vrienden probeert Kronk te helpen door zich voor te doen als zijn vrouw en kinderen. Ze vergeten dit echter onderling met elkaar af te spreken, waardoor grote verwarring ontstaat. Uiteindelijk beseft Kronk dat zijn vrienden hem meer waard zijn dan een echte familie. Ook Kronks vader accepteert dit uiteindelijk.

## Cast
| Acteur            | Personage     |
| ----------------- | ------------- |
| Patrick Warburton | Kronk         |
| Tracey Ullman     | Miss Birdwell |
| Eartha Kitt       | Yzma          |
| David Spade       | Kuzco         |
| John Goodman      | Pacha         |
| Wendie Malick     | Chicha        |
| John Mahoney      | Papi          |
| John Fiedler      | Rudy          |
| Patti Deutsch     | Serveerster   |

## Nederlandse cast
| Acteur             | Personage     |
| ------------------ | ------------- |
| Bart Oomen         | Kronk         |
| Magali de Fremery  | Miss Birdwell |
| Marjolijn Touw     | Yzma          |
| Hans Somers        | Kuzco         |
| Maarten Wansink    | Pacha         |
| Tanneke Hartzuiker | Chicha        |
| Wim van Rooij      | Papi          |
| Olaf Wijnants      | Rudy          |
| Heddy Lester       | Serveerster   |

## Prijzen en nominaties
In 2006 werd King Kronk genomineerd voor 3 Annie Awards, maar won deze niet:
- Best Home Entertainment Production
- Best Storyboarding in an Animated Feature Production
- Best Writing in an Animated Feature Production